# Aa lozanoi
Aa lozanoi é uma espécie de orquídea do gênero Aa. É nativa da Colômbia.

## Descrição
É uma planta terrestre de porte médio, que cresce em locais frios, com um caule ereto e esguio que carrega folhas que desaparecem na época da floração. Floresce no final do inverno, final do verão e primavera. As bainhas são soltas, entre 12 e 18 centímetros de comprimento, e terminadas por uma inflorescência cilíndrica. A inflorescência tem de 4 a 8 centímetros de comprimento e é multifloral. Em muitos aspectos, é semelhante a Aa argyrolepis, mas esta espécie possui margens inteiras nos sépalas, pétalas e brácteas florais. Os lábios também são muito grossos e carnudos, especialmente no centro. O clinândrio é muito obscuro e a antera é brevemente pedicelada.